# Xavier Driencourt
Xavier Driencourt est un diplomate et haut fonctionnaire français né le 1er janvier 1954 à Paris.
Il est ambassadeur de France en Algérie à deux reprises, de 2008 à 2012 et de 2017 à 2020, durant la présidence d'Abdelaziz Bouteflika.

## Biographie

### Jeunesse et études
Xavier Driencourt est né dans une famille aisée de Nogent-sur-Marne, son père a été directeur général du groupe Boussac et sa mère psychologue. Jusqu'à sa quinzième année il est pensionnaire dans un établissement catholique. Il effectue le service militaire à Montargis.
Xavier Driencourt est titulaire d'une licence en droit et est diplômé de l'Institut d'études politiques de Paris (promotion 1974, section Service Public).
Il a également été élève de l'École nationale d'administration, faisant partie de la promotion Michel de l'Hospital (1977-1979).

### Parcours professionnel
Son mariage avec la nièce de Michel Debré lui permet, selon Le Monde, d'accéder à une carrière diplomatique. Il commence celle-ci  en 1979 à l'Administration centrale du ministère des Affaires étrangères, plus précisément à la Direction du personnel. Par la suite, il intègre la Direction des affaires politiques, où il occupe le poste de sous-directeur des questions atomiques et spatiales entre 1980 et 1984.
En 1984, Xavier Driencourt est détaché auprès du ministère de l’Économie, des Finances et du Budget, à la Direction générale du Trésor, où il reste jusqu'en 1986. Il rejoint ensuite la Direction des Affaires économiques et financières au ministère des Affaires étrangères, où il occupe le poste de sous-directeur des ventes de matériels de guerre de 1986 à 1989.
En 1989, Xavier Driencourt est nommé consul général à Sydney, en Australie, poste qu'il occupe pendant deux ans. Il revient ensuite à l'administration centrale, où il occupe plusieurs postes, notamment celui de chef adjoint du service du chiffre, des communications et du traitement de l'Information en 1991-1992, puis celui de sous-directeur du service du chiffre, des communications et du traitement de l'Information en 1992-1993.
En 1993, il est nommé chargé de mission au cabinet du ministre des Affaires étrangères Alain Juppé, poste qu'il occupe jusqu'en 1995. Il est ensuite affecté au cabinet du Premier ministre en tant que conseiller technique pour les affaires diplomatiques de 1995 à 1997. Par la suite, il travaille comme chargé de mission à l'Inspection générale des Affaires étrangères, puis à l'Inspection générale des finances de 1997 à 1998.
En 1998, Xavier Driencourt est nommé Ambassadeur extraordinaire et plénipotentiaire à Kuala Lumpur, en Malaisie, où il reste jusqu'en 2002. Il revient ensuite à nouveau à l'administration centrale en tant que Directeur des affaires budgétaires et financières de 2002 à 2003.
De 2003 à 2008, Xavier Driencourt occupe plusieurs postes au sein de la Direction générale de l'administration, notamment celui de directeur des ressources humaines de 2003 à 2006, puis celui de Secrétaire général adjoint et Directeur général de l'administration de 2006 à 2008.
En octobre 2008, Xavier Driencourt est nommé ambassadeur, Haut représentant de la République française à Alger, poste qu'il occupe jusqu'en 2012. Il retourne ensuite à l'administration centrale, en tant qu'Inspecteur général des affaires étrangères de 2012 à 2017.
En avril 2017, Xavier Driencourt est nommé pour la seconde fois ambassadeur, Haut représentant de la République française à Alger, poste qu'il occupe cette fois jusqu'en 2020. Son expérience et sa connaissance de ce pays semble sans doute nécessaire au pouvoir français qui tente une réconciliation franco-algérienne,.
Il prend sa retraite en 2022 et publie un ouvrage consacré à cette ambassade, L'énigme algérienne: Chroniques d'une ambassade à Alger, « unanimement salué par la presse », et signe en janvier 2023 une tribune dans Le Figaro où il se montre pessimiste,,.
En 2023, il rejoint un « comité stratégique » du média d'extrême droite Livre noir, rebaptisé Frontières en 2024.
En 2024, il conseille les dirigeants du Rassemblement national sur la politique internationale, et forme ses futurs cadres dans le « Campus Héméra » créé par Jordan Bardella en mars 2023. Il participe au conseil scientifique de l'Observatoire de l'immigration et de la démographie. D'après Le Monde, il apparait comme le conseiller du « clan des faucons » dans le cadre de la crise diplomatique entre l'Algérie et La France. Ainsi, il est à l'origine des propositions pour dénoncer l'accord franco-algérien de 1968 accordant aux Algériens un statut particulier et l’accord de 2007 permettant aux détenteurs de passeport diplomatique de venir en France sans visas. Le Monde le qualifie de « coqueluche d’une droite et d’une extrême droite en quête d’argumentaire sur l’Algérie ». Les services du premier ministre algérien Nadir Larbaoui évoquent à son égard un « délire haineux et coutumier à l’égard de l’Algérie ».

## Distinctions
- Chevalier de l’Ordre national du Mérite, 14 mai 1998[18]
- Chevalier de la Légion d’honneur, 14 juillet 2004[19]
- Officier de l’Ordre national du Mérite, 16 mai 2008[20]
- Officier de la Légion d’honneur, 1er janvier 2015[21]

## Publications
- 2016 : Rachid Arhab, Karim Bouhassoun, Nacer Safer, Xavier Driencourt, Quatre nuances de France, Salvator, 268 p. (ISBN 2706713062)[22]
- 2022 : L'énigme algérienne: Chroniques d'une ambassade à Alger, L'observatoire Eds De, 16 mars 2022, 256 p. (ISBN 979-1032920411)[23],[24],[25]
- 2023 : Xavier Driencourt, « Politique migratoire : que faut-il faire de l’accord franco-algérien de 1968 », Fondapol, vol. Numéro 181,‎ 1er mars 2024, p. 0–60 (lire en ligne, consulté le 1er août 2024)